# Estação Biologia Marinha Augusto Ruschi
Estação Biologia Marinha Augusto Ruschi, também conhecida pela sigla EBMAR, é uma reserva natural fundada pelo naturalista Augusto Ruschi em 14 de fevereiro de 1970, localizada no município de Aracruz, no interior do estado do Espírito Santo.

## História
A Estação Biologia Marinha Augusto Ruschi nasceu no ano de 1970, na cidade de Aracruz, sendo fundada pelo naturalista Augusto Ruschi - importante pesquisador brasileiro - como um braço do Museu de Biologia Professor Mello Leitão (MBML), localizado em Santa Teresa, também fundado por Ruschi. No ano de 1983, a estação tornou-se parte do Patrimônio Histórico Federal tornando-se um órgão independente do MBML.
No ano de 1988, ocorreu sua formalização do espaço como empresa, com a criação e implantação do projeto de educação ambiental Projeto Arca de Noé, realizando parcerias nos municípios da Grande Vitória (ES) e trazendo os estudantes de escolas públicas e particulares buscando coordenar visitas guiadas.
A entidade participa de diversos iniciativas e possui uma série de parcerias. Na ECO-92, realizada no Rio de Janeiro, foi um dos representantes do Brasil na reunião. A instituição também possui parcerias com empresas estatais como a Petrobras, universidades como a Universidade Estadual de Campinas (Unicamp) e a Universidade Federal do Espírito Santo (UFES), além de empresas da iniciativa privada como a Imetame Metalmecânica e a Aracruz Celulose, que são obrigadas a realizar compensação ambiental.
Atualmente, a instituição possui cerca de vinte e nove hectares de florestas recuperadas e não possui fins lucrativos, buscando se converter numa organização que promove a educação ambiental, a conservação da natureza, o resgate a a difusão de patrimônio cultural e histórico.
A organização está alinhada com o Sistema Nacional de Unidades de Conservação (SNUC), conjunto de normas e leis que visam criar unidades de conservação.

### Arquivo público
No local também funciona um arquivo público com materiais ambientais adquiridos e organizados por Augusto Ruschi e André Ruschi. O acervo é constituído por cerca de cinco mil metros lineares em documento em papel além de cerca de cinquenta mil materiais iconográficos, entre eles slides, fotografia, negativo fotográfico e ilustração, CD e VHS, revistas, livros, moedas e cédulas, troféus, medalhas e objetos pessoais de Augusto Ruschi tais como carteiras, pastas de couro e instrumentos de trabalho.
O arquivo tem como foque materiais sobre meio ambiente, fauna, flora, dentre outros assuntos que englobem a questão ambiental. Devido sua importância, faz parte do circuito nacional de arquivos organizado pelo Arquivo Nacional (AN), localizado no Rio de Janeiro.